# Claude Godbillon
Claude Godbillon (* 21. Februar 1937 in Écueil; † 8. Juni 1990) war ein französischer Mathematiker, der sich mit Differentialgeometrie und deren Anwendung in der Mechanik und mit algebraischer Topologie befasste.
Godbillon wurde 1967 bei Georges Reeb an der Universität Straßburg über Blätterungen promoviert (Feuilletages ayant la propriété du prolongement des homotopies). Er wurde Professor in Straßburg am IRMA (Institut de Recherche Mathématique Avancée) und 1972 wurde er Direktor des IRMA. Zeitweise war er Vizepräsident der Universität Straßburg.
Mit Jacques Vey (1943–1979) führte er 1971 die topologische Godbillon-Vey-Invariante von Blätterungen ein.
Er schrieb mehrere Lehrbücher, darunter eines über Differentialgeometrie in der Analytischen Mechanik, wobei er Wert darauf legte, wie Joseph-Louis Lagrange in seiner Mecanique analytique von 1788 keine Graphiken zu benutzen.
Er war Präsident der französischen mathematischen Gesellschaft und Berater des Bildungsministeriums in Fragen der Mathematik. 1976 war er Präsident der Société Mathématique de France.

## Schriften
- Géométrie différentielle et mécanique analytique, Paris, Herman 1969
- Éléments de topologie algébrique, Paris, Herman 1971
- Dynamical systems on surfaces, Springer Verlag 1983 (zuerst Math. Institut Straßburg, IRMA, 1979 in Französisch)
- Feuilletages: Études Géométriques, Birkhäuser 1991 (zuerst Math. Institut Straßburg 1985, 1986 in 2 Bänden)